# Anna Camp
Anna Ragsdale Camp (ur. 27 września 1982 w Aiken) – amerykańska aktorka, znana głównie z seriali Czysta krew oraz Żona idealna.
Jest absolwentką University of North Carolina School of the Arts (Winston-Salem, Karolina Północna), ukończyła ją w 2004 zdobywając dyplom BFA. Po studiach przeprowadziła się do Nowego Jorku.

## Filmografia
| Filmy     | Filmy                                           | Filmy                | Filmy                                                |
| Rok       | Tytuł                                           | Rola                 | Uwagi                                                |
| --------- | ----------------------------------------------- | -------------------- | ---------------------------------------------------- |
| 2007      | Potem przyszła miłość                           | Kikki                |                                                      |
| 2007      | Reinventing the Wheelers                        | Meg Wheeler          |                                                      |
| 2008      | Pretty Bird                                     | Becca French         |                                                      |
| 2008      | Just Make Believe                               | Kristin              |                                                      |
| 2009      | 8 Easy Steps                                    | Laura                |                                                      |
| 2010      | Bottleworld                                     | Chrissy              |                                                      |
| 2010      | PSA: An Important Message from Women EVERYWHERE | Kobieta              |                                                      |
| 2011      | Służące                                         | Jolene French        |                                                      |
| 2012      | Pitch Perfect                                   | Aubrey               |                                                      |
| 2012      | Forgetting the Girl                             | Adrienne Gilcrest    |                                                      |
| 2013      | Sequin Raze                                     | Jessica              |                                                      |
| 2013      | Autumn Wanderer                                 | Sara                 |                                                      |
| 2014      | Goodbye to All That                             |                      |                                                      |
| 2014      | The Oven                                        | Sally Butler         |                                                      |
| 2015      | Pitch Perfect 2                                 | Aubrey               |                                                      |
| Telewizja |                                                 |                      |                                                      |
| 2007      | Reinventing the Wheelers                        | Meg Wheeler          | Odcinek pilotażowy                                   |
| 2008      | Kaszmirowa Mafia                                | Brooke Adaire        | Odcinek: Pilot                                       |
| 2009      | Czysta krew                                     | Sarah Newlin         | 9 odcinków                                           |
| 2009      | Biuro                                           | Penny Beesly         | Odcinek: Niagara                                     |
| 2009      | Glee                                            | Candace Dystra       | Odcinek: Sectionals                                  |
| 2010      | Wzór                                            | Siouxsie Dark        | Odcinek: Devil Girl                                  |
| 2010      | Kamuflaż                                        | Ashley Briggs        | Odcinek: Houses of the Holy                          |
| 2010      | Mad Men                                         | Bethany Van Nuys     | 3 odcinki                                            |
| 2011      | Miłość w wielkim mieście                        | Prudence             | Odcinek: Stand and Deliver                           |
| 2011      | Żona idealna                                    | Caitlin d’Arcy       | 8 odcinków                                           |
| 2011      | Kłamstwa na sprzedaż                            | Rachel               | Odcinek: The Gods of Dangerous Financial Instruments |
| 2012      | Świat według Mindy                              | Gwen Grandy          |                                                      |
| 2013      | Vegas                                           | Violet Mills         | 4 odcinki                                            |
| 2013      | CollegeHumor Originals                          | Dana                 | Odcinek: FOMO Horror Movie Trailer                   |
| 2013      | Super Fun Night                                 | Felicity Vanderstone | Odcinek: Unaired CBS Multi-Camera Pilot              |
| 2013      | Jak poznałem waszą matkę                        | Cassie               | 2 odcinki                                            |
| 2013      | Ground Floor                                    | Heather              | Odcinek: Woman on Top                                |

## Nagrody i nominacje[4]
| Rok  | Nagroda                           | Kategoria                                        | Film          | Wynik     |
| ---- | --------------------------------- | ------------------------------------------------ | ------------- | --------- |
| 2010 | Nagroda Gildii Aktorów Ekranowych | Najlepszy zespół aktorski w serialu dramatycznym | Czysta krew   | Nominacja |
| 2013 | MTV Movie Awards                  | Najbardziej zaskakująca scena                    | Pitch Perfect | Nominacja |
| 2013 | MTV Movie Awards                  | Najlepszy moment muzyczny                        | Pitch Perfect | Wygrana   |
| 2013 | Teen Choice Awards                | Najlepszy filmowy wybuch złości                  | Pitch Perfect | Nominacja |